# Ammi Moussa
Ammi Moussa là một đô thị thuộc tỉnh Relizane, Algérie. Dân số thời điểm năm 2002 là 26.886 người.